# Antenne Deutschland
Antenne Deutschland ist ein Joint Venture der Absolut GmbH & Co. KG und Media Broadcast. Sie ist Betreiberin des zweiten DAB+-Bundesmuxes, der am 5. Oktober 2020 gestartet ist. Darüber hinaus produziert Antenne Deutschland sechs eigene Programme unter der Dachmarke „Absolut Radio“. Zusammen mit der Ströer Media hat die Antenne Deutschland ein Joint Venture, welches ad.audio heißt. Dieses ist Außen- und Digitalvermarkter von Ströer und des Digitalradioanbieters Antenne Deutschland.

## Geschichte
Obwohl bereits 2017 gegründet, konnte Antenne Deutschland aufgrund eines Rechtsstreits um die Vergabe der Plattformlizenz erst Ende 2019 die operative Arbeit aufnehmen. Seitdem befindet sich das Bouquet der Antenne Deutschland im Aufbau. Mit Stand vom 10. Juli 2020 waren 14 von 16 Sendeplätzen und seit 4. April 2022 sind alle 16 Sendeplätze vergeben. Fünf Programme steuert dabei Absolut Radio selbst bei. Ein weiteres Programm des Unternehmens Absolut relax wird über den ersten bundesweiten DAB-Multiplex verbreitet. 
Der Sendestart erfolgte mit 71 Sendestandorten im Oktober 2020 und wurde danach sukzessiv ausgebaut. Über die Standorte wird vorwiegend bereits der erste DAB+-Bundesmux (Kanal 5C) verbreitet; damit sollte sichergestellt werden, dass bereits zum Sendestart 67 Millionen Bürger sendetechnisch erreicht werden können.

## Programme
- Absolut relax, Absolut Bella, Absolut TOP, Absolut Oldie Classics, Absolut HOT sowie Absolut Germany sind allesamt Programme von Absolut Radio
- Oldie Antenne und Rock Antenne der Antenne Bayern GmbH & Co. KG
- RTL – Deutschlands Hit-Radio und Toggo Radio der RTL Group
- Driver’s Radio von WIM (Testbetrieb vom 20. bis 31. Dezember 2020, seit 1. Januar 2021 im Regelbetrieb)[10][11][12]
- Radio Nostalgie, ein zweites Programmformat der Energy-Gruppe in Deutschland (Testbetrieb vom 7. Dezember 2020 bis 3. Januar 2021, im Regelbetrieb seit 4. Januar 2021)[13][14][15]
- 80s80s, ein Programm der Regiocast (seit 30. November 2020)
- Beats Radio, ein weiteres Programm von Klassik Radio[16] (seit 15. Juli 2021). Ersatz für Klassik Radio Movie.[17][18]
- AIDAradio, ein Reiseradio, welches in Kooperation von AIDA Cruises mit Antenne Deutschland entsteht. Regulärer Sendebetrieb seit 4. Oktober 2021, Testbetrieb vom 30. September 2021 bis 3. Oktober 2021[19][20][21]
- Brillux Radio, ein Programm für Bauunternehmen und Heimwerker des Lack- und Farbenherstellers Brillux; Ersatz für Femotion Radio
- 90s90s, ein Programm der Regiocast (seit 2. Januar 2023) als Ersatz für Sportradio Deutschland.[22]

(Stand: 20. September 2023)

## Empfang
Da zum Sendestart keine bundesweit einheitliche Frequenz zur Verfügung steht, erfolgt die Verbreitung über 4 regional unterschiedliche Frequenzen. Die Vorteile eines SFN werden dabei lediglich im jeweiligen Frequenzbereich erreicht. Die folgende Tabelle gibt einen Überblick über die jeweiligen Koordinierungen. Langfristig wird eine bundesweit einheitliche Frequenz jedoch angestrebt. Voraussetzung dafür ist eine Einigung mit den jeweiligen Nachbarländern.
| Kanal | Frequenz (MHz) | Bundesland |
| ----- | -------------- | --- |
| 5D    | 180,064        | Bayern (nördlich), Berlin, Brandenburg, Bremen, Niedersachsen, Hamburg, Mecklenburg-Vorpommern, Nordrhein-Westfalen (nördlich), Sachsen, Sachsen-Anhalt, Schleswig-Holstein, Thüringen |
| 8C    | 199,360        | Baden-Württemberg (südlich) |
| 9B    | 204,640        | Baden-Württemberg (nördlich), Hessen, Nordrhein-Westfalen (südlich), Rheinland-Pfalz, Saarland                                                                                         |
| 12D   | 229,072        | Bayern (südlich) |